# براندات هوستس
كانت شركة أولد أتش . ،  والمعروفة باسم براندات هوستس من 2009 إلى 2013 وتم تأسيسها في عام 1930 باسم أنتر ستيت للمخبوزات ، شركة خباز بالجملة وموزع لمنتجات المخابز في الولايات المتحدة . قبل إغلاقها وتصفيتها في عام 2012 ، كانت تملك العلامات التجارية المضيفة، و Wonder Bread ، و Nature's Pride ، و Dolly Madison ، و Butternut Breads ، و Drake .
لسنوات عديدة، كان مقر الشركة في 12 شارع إيست أرمور، كانساس سيتي ، ميسوري . في عام 2009 ، بعد خروجها من إفلاس عام 2004 ، تم تغيير اسمها إلى بيانات هوستس وتم نقل مقرها الرئيسي إلى أريفينج ، تكساس . سعت بيانات هوستس إلى حماية الإفلاس مرة أخرى في يناير 2012.
في 16 نوفمبر 2012 ، تقدمت الشركة بطلب في محكمة الإفلاس بالولايات المتحدة لمنطقة جنوب نيويورك في وايت بلينز لإغلاق أعمالها وبيع أصولها. في 21 نوفمبر، تم قبول الاقتراح  ووافق القاضي على بيع علاماتها التجارية . يتم الآن إنتاج العلامات التجارية هوستس ودوللي ماديسون بواسطة مدينة كانساس و براندات هوستس التي تتخذ من ميزوري مقراً لها.

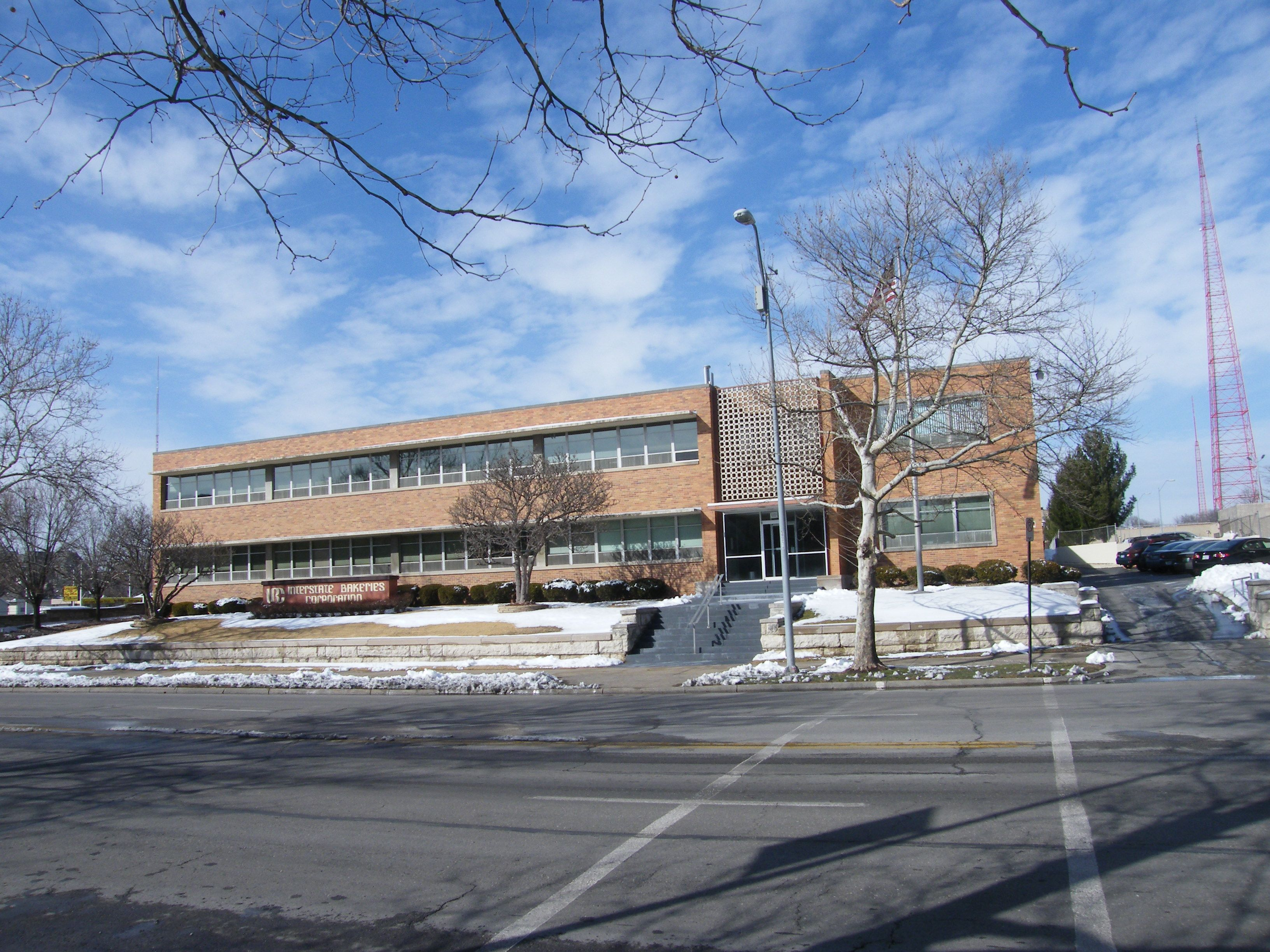
المقر السابق في شارع الدروع في مدينة كانساس سيتي (فيما بعد مركز العمليات).

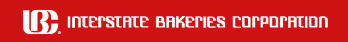
شعار مخابز الطرق السريعة السابقة

## تم بيعه إلى مخبوزات الولايات المتحدة
فاز مخبوزات الولايات المتحدة بالمزاد العلني لأربعة مخابز مضيفة في شمال غرب الولايات المتحدة في 15 مارس 2013 بمبلغ 30.85 مليون دولار،  وتمت الموافقة على الصفقة من قبل محكمة الإفلاس في ذلك الشهر. وكانت العلامات التجارية هي إدي، وجدة إميل، وستاندش فارمز، ومخبز الحبيب. اعتبارًا من December 2015 ، تظل حقوق العلامات التجارية لـ بيكر إن ودتش هيرث غير مباعة.